# Monterrey
Monterrey je glavni grad savezne meksičke republike Nuevo León.
Monterrey je treće po veličini metropolitansko područje u Meksiku. Komercijalno je središte sjeveru zemlje smješten podno Istočne Sierre Madre.
Poslije glavnog grada, Ciudad de Mexica najbogatiji je grad Meksika, a 63. grad na svijetu po bogatosti. Sjedište je raznih meksičkih i svjetskih tvrtki.